# アコール (通信販売業)
株式会社アコール (AKOL Co.,Ltd.) は、兵庫県赤穂市に本社を置き、電話やインターネットを通じて通信販売を行っている企業である。

## 概要
兵庫県赤穂市坂越に本社を置く化学メーカー赤穂化成株式会社の通信販売部門が2003年に独立し、設立された。赤穂化成が製造する海洋深層水「天海の水」を中心に健康飲料・健康食品や地域特産品などを通信販売している。
2009年、赤穂化成を中心として株式会社天塩、アコール3社にてAKOグループを結成した。

## 沿革
- 2003年（平成15年）9月12日 - 設立。
- 2003年（平成15年）10月1日 - 兵庫県赤穂市加里屋にて営業開始。
- 2009年（平成21年）- 本社を現在の兵庫県赤穂市坂越に移転。同年、赤穂化成株式会社、株式会社天塩、アコール3社にてAKOグループを結成。
- 2012年（平成24年）6月 - 「祇園心茶」（ぎおんこころちゃ、300ml、158円）を6月20日から通信販売などで新発売した[3]。